# ایده‌آل اولیه
در ریاضیات، به‌ویژه در جبر جابجایی، یک ایده‌آل محض {\displaystyle Q} از یک حلقه جابجایی {\displaystyle A} را اولیه (به انگلیسی: Primary) گویند اگر از {\displaystyle xy\in Q} نتیجه شود که برای یک {\displaystyle n>0} حداقل یکی از {\displaystyle x} یا {\displaystyle y^{n}} عضو {\displaystyle Q} باشند. به عنوان مثال، در حلقه اعداد صحیح {\displaystyle \mathbb {Z} }، ایده‌آل {\displaystyle \langle p^{n}\rangle } اولیه است اگر {\displaystyle p} یک عدد اول باشد.
مفهوم ایده‌آل های اولیه در نظریه حلقه های جابجایی مهم است، به این دلیل که هر ایده‌آل از حلقه نوتری دارای تجزیه اولیه است، یعنی می توان آن را به صورت اشتراکی از تعداد متناهی از ایده‌آل های اولیه نوشت. این نتیجه را به نام قضیه لسکر-نوتر می شناسند. نتیجتاً، یک ایده‌آل تحویل ناپذیر از یک حلقه نوتری، اولیه است. 
روش های متعددی برای تعمیم ایده‌آل های اولیه به حلقه های ناجابجایی وجود دارد، اما این موضوع اغلب در حلقه ای جابجایی مطالعه می شود. بنابراین، حلقه های این مقاله جابجایی و یک دار فرض می شوند.